# Utrechts Klokkenluiders Gilde
Het Utrechts Klokkenluiders Gilde (UKG) werd in 1979 geïnstalleerd in de Michaëlskapel van de Domtoren. Aanvankelijk stelde deze luidersgroep zich ten doel om de luidklokken van de Domtoren handmatig te luiden. Later werd dit uitgebreid met de doelstelling meer bekendheid te geven aan alles wat met klokken en het luiden daarvan te maken heeft.
Vanaf de jaren 50 van de 20e eeuw werden de klokken van de Domtoren geluid door leden van een scoutingvereniging. Toen de contactpersoon tussen scouting en gemeente met pensioen ging, nam deze groep het initiatief om een klokkenluidersgilde op te richten. Wethouder P.P.J. van Kleinwee installeerde namens de gemeente Utrecht het gilde op 24 december 1979 in de Michaëlskapel in de Domtoren.

## Ontwikkeling van de vereniging

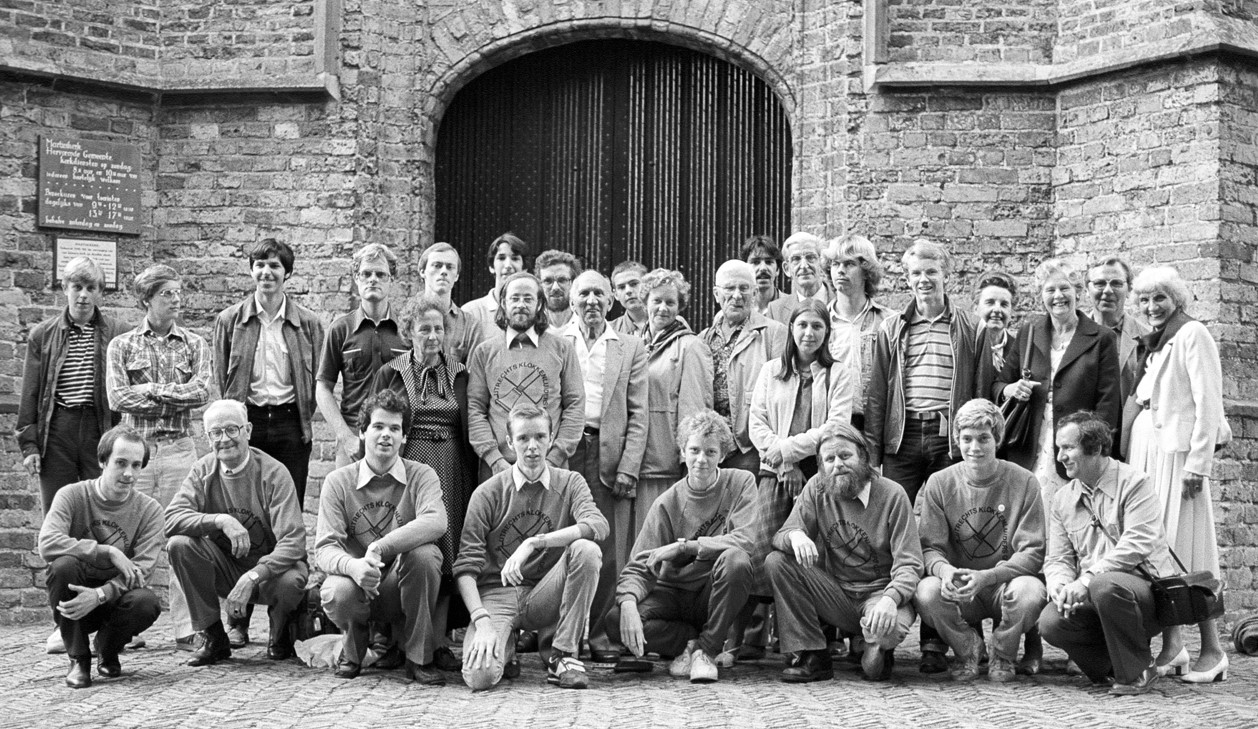
Ter inspiratie bezochten klokkenluiders van het gilde in 1981 de Duitse stad Xanten, waar nog een gelui hing van 13 luidklokken, dezelfde omvang die het Domgelui zou krijgen na restauratie. Op deze foto staan vrijwel alle luiders van vlak na de oprichting van het het gilde.

Toen het gilde in 1979 werd geïnstalleerd, was dat een erkenning door de gemeente van de luidersgroep. De groep had echter nog geen formele status.
Al in het jaar na de installatie nam het gilde het initiatief tot de restauratie van het gelui van de Domtoren. Zeven klokken die eerder verloren waren gegaan, moesten volgens dit initiatief opnieuw gegoten worden ter gelegenheid van het 600-jarig bestaan van de Domtoren in 1982. Het gilde slaagde erin deze restauratie te voltooien.
De groep luiders had toen nog steeds geen formele status. De weg om daarin verandering te brengen, werd ingeslagen toen in 1982 het eerste gekozen bestuur werd geïnstalleerd. Dit bestuur bouwde in de jaren daarna aan een solide organisatie waarin samenwerking en uitwisseling van kennis veel aandacht kregen.
Er werden diverse initiatieven genomen om kennis en kunde ook buiten het gilde te verspreiden. Daaruit ontstonden in binnen- en buitenland andere luidersgroepen. Er werden media- en publieksevenementen opgezet en boekjes uitgegeven, en er werd een rijk van informatie voorziene elpee uitgebracht om een groter publiek te bereiken. Er werd een landelijke inventarisatie van het luidklokken-erfgoed op poten gezet om de naoorlogse situatie beter in beeld te krijgen en het historisch besef rond luidklokken te vergroten. Er werden statuten en reglementen ontwikkeld die pasten bij het speciale karakter van de vereniging die toen in ontwikkeling was.
Op 9 maart 1987, een dikke zeven jaar na de installatie door de gemeente Utrecht, kreeg het gilde formeel de status van een vereniging. Het gilde was toen al uitgegroeid tot een volwassen organisatie met zo'n 300 leden.

## Meer torens
Al snel na de installatie breidde het werkterrein zich uit naar de klokken van de Geertetoren, Jacobitoren en de Buurtoren. Nog later kwamen daar de volgende klokken bij: Monument voor Zuilense Gevallenen, Bartholomeus Gasthuis, het kerkje van Blauwkapel, Academiegebouw, Fort De Bilt en de Sint Martinushof, Op deze tien plaatsen worden per jaar nu meer dan duizend luidingen uitgevoerd. In de loop der tijd maakte het UKG een grote groei door: van zeven oprichters in 1979 tot bijna 900 leden in 2023.

## Meer klokken
In 1980 nam het UKG het initiatief om het gelui van de Domtoren weer compleet te maken. Het 600-jarig bestaan van de Domtoren in 1982 vormde daarvoor de aanleiding. In de 17e eeuw waren de zeven kleinste luidklokken gebruikt voor de aanschaf van de Hemony beiaard. Door het bedrijfsleven en de burgerij van Utrecht werd voldoende geld ingezameld om opdracht te kunnen geven de zeven kleinste klokken opnieuw te gieten. Later, in 2004, heeft het UKG een eigen gildeklok genaamd Suster Bertken ontwikkeld en laten gieten. Deze werd ingehangen in de Buurtoren. In 2010 werd op het Domplein een klok gegoten die aan de Universiteit Utrecht werd geschonken ter gelegenheid van haar 375-jarige bestaan. Deze klok, genaamd Anna Maria – naar de eerste vrouwelijke student Anna Maria van Schurman – kreeg een plek in het torentje van het Academiegebouw en zet de academische plechtigheden luister bij. In 2018 werden opnieuw twee klokken op het Domplein gegoten: de Ponciaan & Agnes en de Catharina-Amalia. Dit gebeurde op initiatief van de jeugdluiders van het UKG. Deze klokken werden toegevoegd aan het gelui van de Buurtoren. In 2023 werd een klok van Jan Tolhuys uit 1537 gehangen in de vieringtoren van de Geertekerk.

## Diverse activiteiten
Naast het luiden van klokken stelt het UKG ook boeken samen over klokken en cd's met geluidsopnamen van Utrechtse klokken. Verder worden excursies georganiseerd naar binnen- en buitenlandse bestemmingen. Eens per drie jaar reikt het UKG de Jhr. Jacob van Eyckprijs uit voor een onderscheidend klokkenproject in Nederland of Vlaanderen. De prijs bestaat uit een bronzen penning en een geldbedrag van € 2.500.

## Luidklokken versus beiaard, twee Utrechtse verenigingen
Naast luidklokken bestaan er ook carillons of beiaarden. Het Utrechts Klokkenluiders Gilde richt zich op luidklokken; de Utrechtse Klokkenspel Vereniging promoot het gebruik van de beiaarden in de stad.